# 通往黑暗的瞬間
通往黑暗的瞬間（英語：Magical Girl，又名神奇女孩）是一部西班牙新黑色電影。電影曾在2014年多倫多國際影展和聖塞瓦斯蒂安國際電影節上放映，并荣获了金贝壳奖。

## 背景
導演Carlos Vermut受訪時稱：「在我的《通往黑暗的瞬間》一片中，設定了身患白血病的少女、一件價格不菲的魔法少女套裝，引發了一連串悲劇。這靈感參考了《魔法少女小圓》」。

## 获奖和提名
| 颁奖典礼               | 奖项         | 提名            | 结果 |
| ---------------------- | ------------ | --------------- | ---- |
| 聖塞瓦斯蒂安國際電影節 | 金贝壳奖     | 金贝壳奖        | 獲獎 |
| 聖塞瓦斯蒂安國際電影節 | 最佳导演     | 卡洛斯·維穆特   | 獲獎 |
| 第二届 Premios Feroz   | 最佳剧情     | 最佳剧情        | 提名 |
| 第二届 Premios Feroz   | 最佳导演     | 卡洛斯·維穆特   | 提名 |
| 第二届 Premios Feroz   | 最佳编剧     | 卡洛斯·維穆特   | 獲獎 |
| 第二届 Premios Feroz   | 最佳男主角   | 路易斯·贝尔梅霍 | 提名 |
| 第二届 Premios Feroz   | 最佳女主角   | 巴尔巴拉·伦尼   | 獲獎 |
| 第二届 Premios Feroz   | 最佳男配角   | José Sacristán  | 獲獎 |
| 第二届 Premios Feroz   | 最佳预告片   | 最佳预告片      | 提名 |
| 第二届 Premios Feroz   | 最佳电影海报 | 最佳电影海报    | 獲獎 |
| 第29届戈雅奖           | 最佳电影     | 最佳电影        | 提名 |
| 第29届戈雅奖           | 最佳导演     | 卡洛斯·維穆特   | 提名 |
| 第29届戈雅奖           | 最佳原创剧本 | 卡洛斯·維穆特   | 提名 |
| 第29届戈雅奖           | 最佳男演员   | 路易斯·贝尔梅霍 | 提名 |
| 第29届戈雅奖           | 最佳女演员   | 巴尔巴拉·伦尼   | 獲獎 |
| 第29届戈雅奖           | 最佳男配角   | José Sacristán  | 提名 |
| 第29届戈雅奖           | 最佳新演员   | Israel Elejalde | 提名 |

## 外部連結
- 互联网电影数据库（IMDb）上《通往黑暗的瞬間》的资料（英文）